# حوض الرور

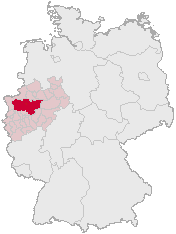
موقع حوض الرور بالأحمر الداكن غرب ألمانيا

حوض الرور (بالألمانية: Ruhrgebiet) منطقة في ولاية شمال الراين - وستفاليا الألمانية تشتهر بكثافتها العمرانية واقترانها تاريخياً باستخراج وتصنيع الفحم والصلب، مما أدي إلى تسميتها بحوض الفحم (بالألمانية: Kohlenpott). وتمتد المنطقة من مدينة مورس غرباً إلى مدينة هام شرقاً ومن ركلينغهاوزن شمالاً إلى هاغن جنوبا. وفي ستينات القرن الماضي كانت منطقة الرور بمثابة المحرك الأول لاقتصاد جمهورية ألمانيا الاتحادية. وبالرغم من أن هذا الوضع قد تغير قليلاً في وقتنا الحالي، إلا أنها ما زالت مركزاً اقتصادياً هاماً على مستوى ألمانيا وأوروبا. أدى التحول الهيكلي، الذي شهدته المنطقة في السنوات الأخيرة إلى انخفاض بعدد السكان وتراجع التركيز على الصناعة والتعدين والتوجه نحو قطاع الخدمات.
ويضم المدن التالية: إسن، دورتموند، دويسبورغ، بوخوم، بوتروب، مولهايم، هاغن، هام، غيلسنكيرشن وهيرنه.

## المناخ
يظهر الجدول التالي التغييرات المناخية على مدار السنة لحوض الرور:
| البيانات المناخية لـحوض الرور                                                            | البيانات المناخية لـحوض الرور | البيانات المناخية لـحوض الرور | البيانات المناخية لـحوض الرور | البيانات المناخية لـحوض الرور | البيانات المناخية لـحوض الرور | البيانات المناخية لـحوض الرور | البيانات المناخية لـحوض الرور | البيانات المناخية لـحوض الرور | البيانات المناخية لـحوض الرور | البيانات المناخية لـحوض الرور | البيانات المناخية لـحوض الرور | البيانات المناخية لـحوض الرور | البيانات المناخية لـحوض الرور |
| الشهر                                                                                    | يناير                         | فبراير                        | مارس                          | أبريل                         | مايو                          | يونيو                         | يوليو                         | أغسطس                         | سبتمبر                        | أكتوبر                        | نوفمبر                        | ديسمبر                        | المعدل السنوي                 |
| ---------------------------------------------------------------------------------------- | ----------------------------- | ----------------------------- | ----------------------------- | ----------------------------- | ----------------------------- | ----------------------------- | ----------------------------- | ----------------------------- | ----------------------------- | ----------------------------- | ----------------------------- | ----------------------------- | ----------------------------- |
| متوسط درجة الحرارة الكبرى °م (°ف)                                                        | 4.5 (40.1)                    | 5.5 (41.9)                    | 9.1 (48.4)                    | 12.7 (54.9)                   | 17.6 (63.7)                   | 19.9 (67.8)                   | 22.2 (72.0)                   | 22.3 (72.1)                   | 18.3 (64.9)                   | 13.7 (56.7)                   | 8.2 (46.8)                    | 5.6 (42.1)                    | 13.3 (55.9)                   |
| المتوسط اليومي °م (°ف)                                                                   | 2.4 (36.3)                    | 2.9 (37.2)                    | 6.0 (42.8)                    | 8.9 (48.0)                    | 13.4 (56.1)                   | 15.8 (60.4)                   | 18.0 (64.4)                   | 18.0 (64.4)                   | 14.7 (58.5)                   | 10.7 (51.3)                   | 5.9 (42.6)                    | 3.6 (38.5)                    | 10.0 (50.0)                   |
| متوسط درجة الحرارة الصغرى °م (°ف)                                                        | 0.2 (32.4)                    | 0.3 (32.5)                    | 2.9 (37.2)                    | 5.0 (41.0)                    | 9.1 (48.4)                    | 11.6 (52.9)                   | 13.7 (56.7)                   | 13.7 (56.7)                   | 11.1 (52.0)                   | 7.6 (45.7)                    | 3.6 (38.5)                    | 1.6 (34.9)                    | 6.7 (44.1)                    |
| الهطول مم (إنش)                                                                          | 84.5 (3.33)                   | 58.1 (2.29)                   | 78.2 (3.08)                   | 61.0 (2.40)                   | 72.2 (2.84)                   | 92.8 (3.65)                   | 81.2 (3.20)                   | 78.8 (3.10)                   | 78.0 (3.07)                   | 75.1 (2.96)                   | 81.1 (3.19)                   | 93.1 (3.67)                   | 934.1 (36.78)                 |
| متوسط أيام هطول الأمطار                                                                  | 14.1                          | 10.5                          | 13.6                          | 11.1                          | 11.1                          | 12.0                          | 10.4                          | 9.9                           | 11.2                          | 10.9                          | 13.6                          | 14.1                          | 142.5                         |
| متوسط الرطوبة النسبية (%)                                                                | 83                            | 82                            | 78                            | 75                            | 74                            | 76                            | 78                            | 80                            | 79                            | 81                            | 82                            | 80                            | 79                            |
| ساعات سطوع الشمس الشهرية                                                                 | 43.4                          | 78.3                          | 102.3                         | 147.0                         | 192.2                         | 183.0                         | 186.0                         | 182.9                         | 135.0                         | 111.6                         | 57.0                          | 40.3                          | 1٬459                         |
| المصدر: المنظمة العالمية للأرصاد الجوية (UN), مرصد هونغ كونغ ‏ for data of sunshine hours |                               |                               |                               |                               |                               |                               |                               |                               |                               |                               |                               |                               |                               |

## معرض صور

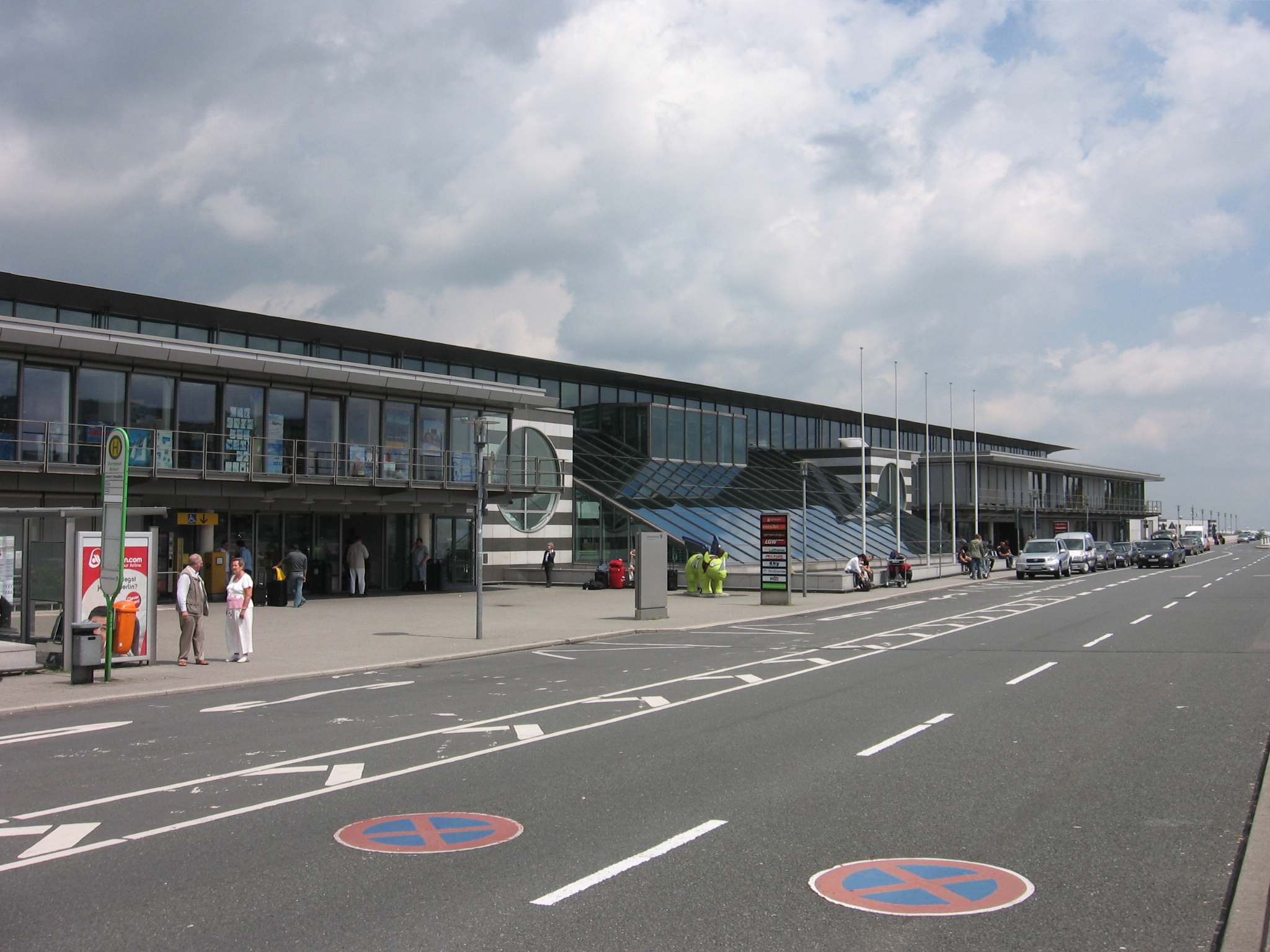
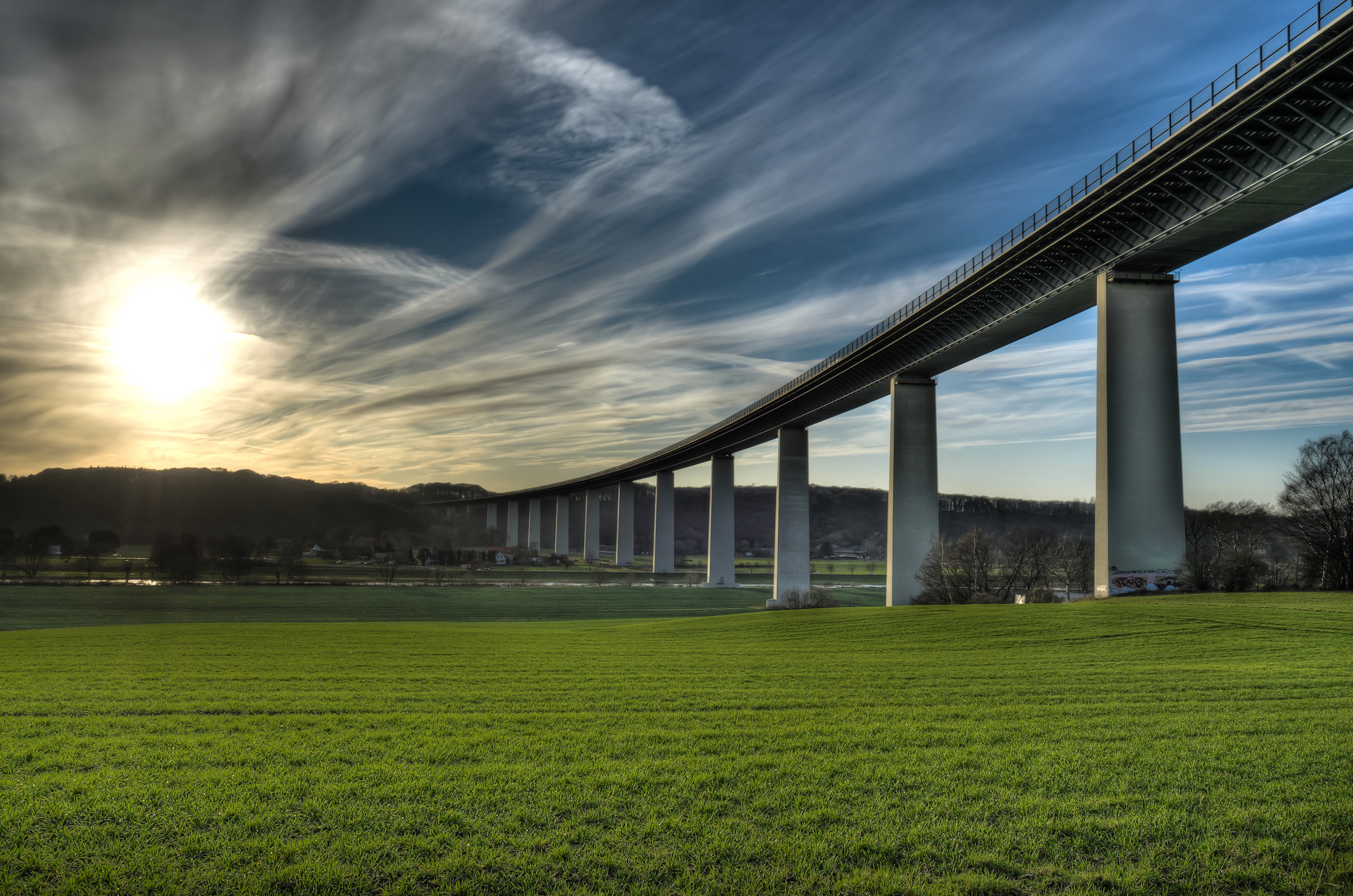
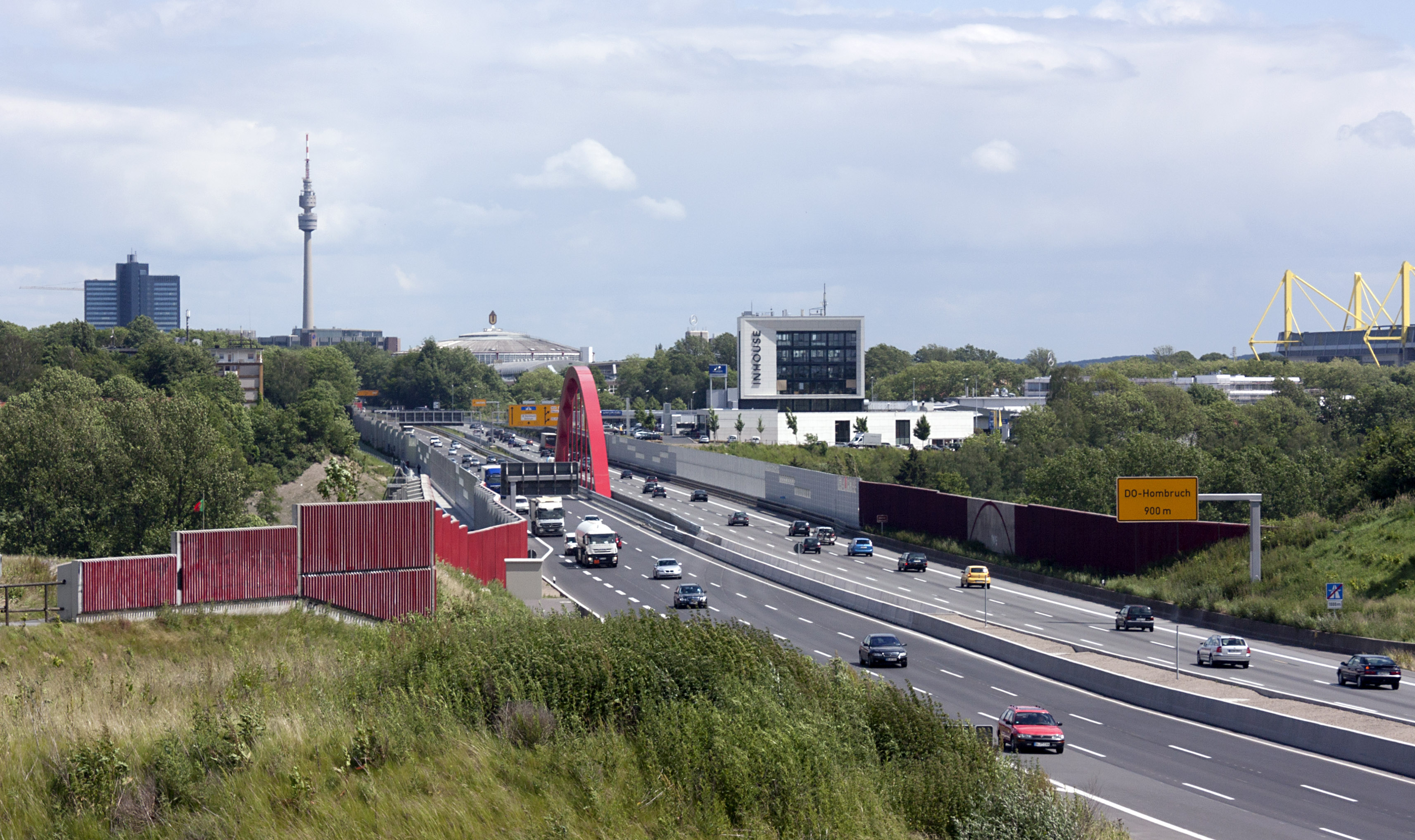